# Pointe de Corsen, Le Conquet
Pointe de Corsen, Le Conquet este o arie protejată (sit de importanță comunitară — SCI) din Franța întinsă pe o suprafață de 724 ha, din care 33 % marine.

## Localizare
Centrul sitului Pointe de Corsen, Le Conquet este situat la coordonatele 48°23′40″N 4°46′31″W / 48.39444°N 4.77528°V.

## Înființare
Situl Pointe de Corsen, Le Conquet a fost declarat arie specială de conservare în baza directivei 92/43 din 1992 referitoare la conservarea habitatelor naturale și a faunei și florei sălbatice pentru a proteja 2 specii de plante și 5 specii de animale.

## Biodiversitate
Situată în ecoregiunea atlantică, aria protejată conține 19 habitate naturale: Recifuri, Estuare, Tufărișuri halofile mediteraneene și termo-atlantice (Sarcocornetea fruticosi), Bancuri de nisip acoperite în permanență slab de apă marină, Faleze cu vegetație de pe coastele atlantice și baltice, Dune de coastă fixe cu vegetație erbacee („dune gri”), Dune mobile de-a lungul țărmului cu Ammophila arenaria („dune albe”), Salicornia și alte specii anuale care populează regiunile mlăștinoase și nisipoase, Dune fixe decalcificate atlantice (Calluno-Ulicetea), Terase mlăștinoase și terase nisipoase neacoperite de apă la reflux, Pășuni atlantice udate de apa mării (Glauco-Puccinellietalia maritimae), Pante stâncoase silicioase cu vegetație casmofită, Păduri de fag acidofile atlantice, cu subarboret de Ilex și, uneori, de asemenea, Taxus, la nivelul arbuștilor (Quercion robori-petraeae sau Ilici-Fagenion), Păduri de fag Asperulo-Fagetum, Vegetație perenă pe țărmurile stâncoase, Vegetație anuală la limita mareei, Dune mobile cu vegetație embrionară, Pajiști umede atlantice temperate cu Erica ciliaris și Erica tetralix, Pajiști uscate europene.
La baza desemnării sitului se află mai multe specii protejate:
- plante (2): Rumex rupestris, Trichomanes speciosum
- mamifere (3): liliac cârn (Barbastella barbastellus), vidră de râu (Lutra lutra), liliacul mare cu potcoavă (Rhinolophus ferrumequinum)
- nevertebrate (2): fluturele auriu (Euphydryas aurinia), rădașcă (Lucanus cervus)

Pe lângă speciile protejate, pe teritoriul sitului au mai fost identificate 7 specii de plante.